# 카이저

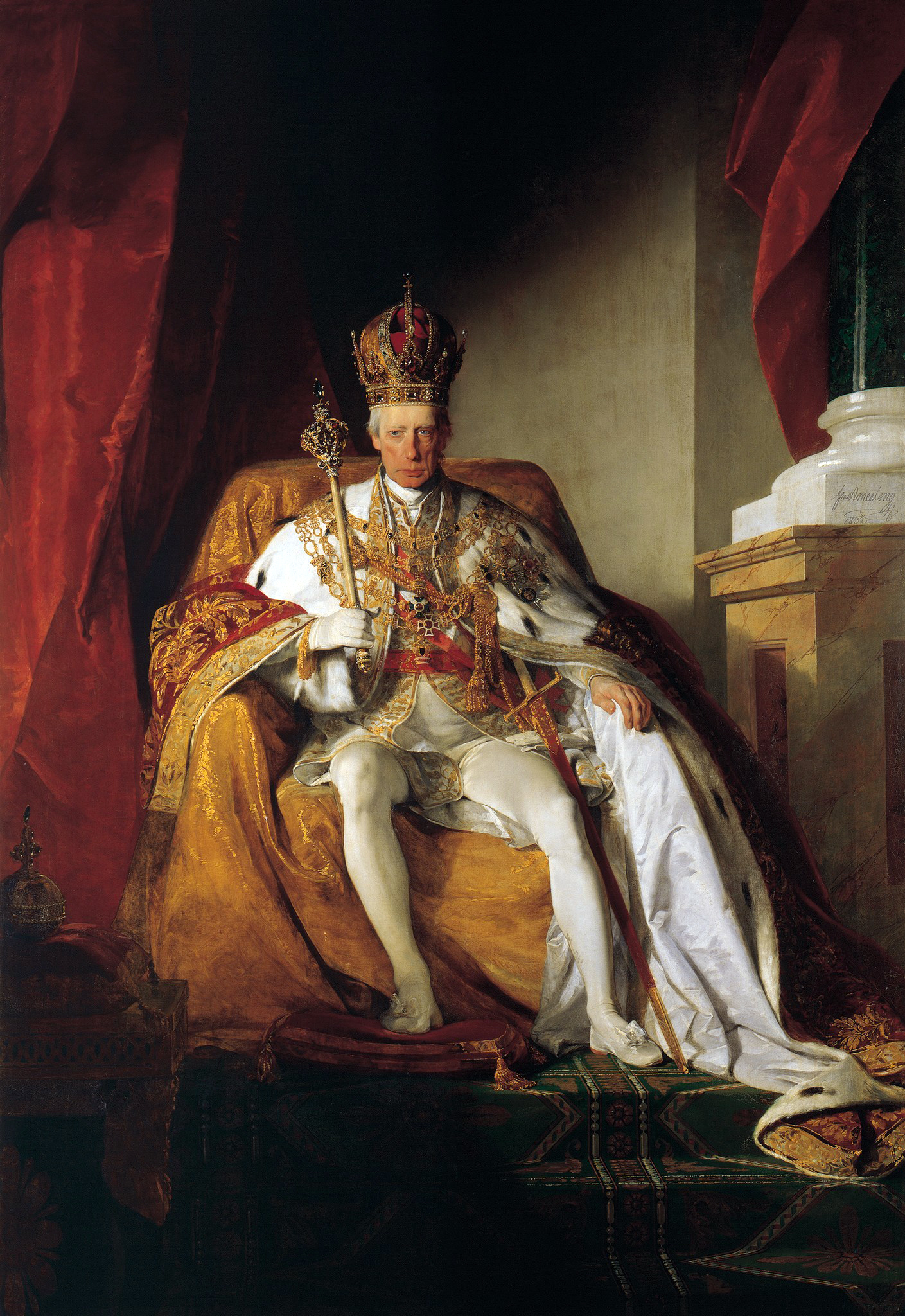
오스트리아 제국의 카이저 프란츠 1세

카이저(Kaiser)는 독일어로 ‘황제’를 뜻하는 칭호로 독일 제국, 오스트리아 제국(후의 오스트리아-헝가리 제국) 등지에서 사용되었다. 어원은 러시아의 차르와 같이 로마의 카이사르로부터 유래한 것이다. 대영제국의 왕이 가졌던 ‘인도황제(여제)’ 칭호도 힌두어와 우르두어로 “Kaisar-i-Hind”라 불렸지만, 이 때 Kaisar는 독일어가 아닌 그리스어 Kaisar에서 비롯된 것이다.

## 같이 보기
- 카이저슈마렌
- 독일의 군주 목록